# Tteoksal
Als Tteoksal (koreanisch 떡살) wird in Korea eine Reiskuchenform bezeichnet, mit der auf traditionelle Weise frisch hergestellter Tteok (떡) (Reiskuchen) an seiner Oberfläche mit Muster dekoriert wird.

## Geschichte

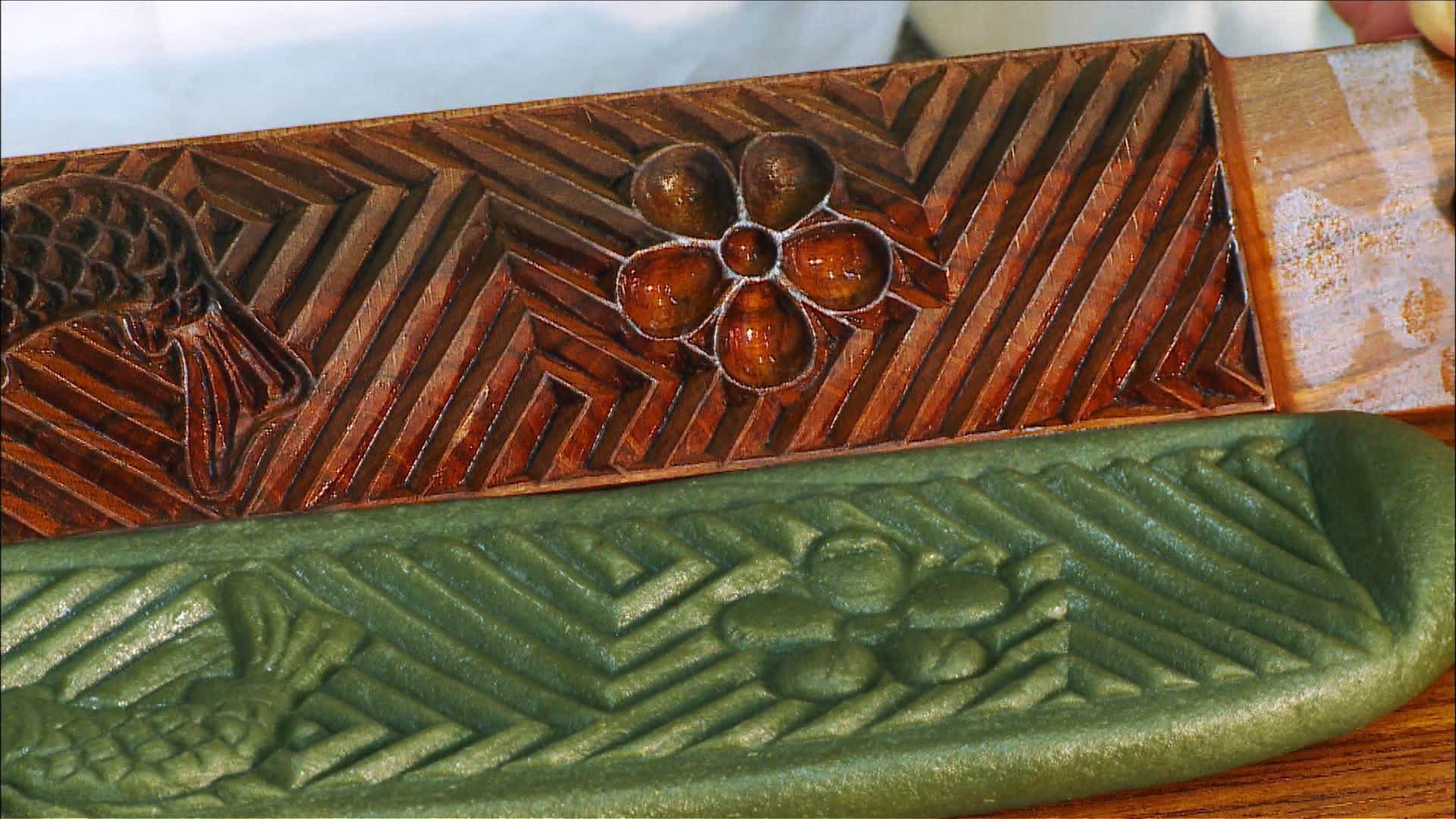
Tteoksal (Reikuchenform) und Jeolpyeon (eine Art des Reiskuchens)

Die Tradition der Dekoration von Reiskuchen mit eingepresstem Muster, Symbolen oder Bildern geht nachweislich zurück bis in die Zeit der Goryeo-Dynastie (918–1392) und wurde über die vielen Jahrhunderte bis in das 20. Jahrhundert hinein praktiziert. Mit der Weise der mechanisierten Herstellung des Reiskuchens ab den 1970er Jahren verschwand die Tradition der manuellen Formgebung mittels Tteoksal allmählich und vor allem Südkoreaner kaufen den Reiskuchen heute industriell produziert in den unterschiedlichsten Formen und Ausführungen.
Reiskuchen war seither ein integraler und nicht wegzudenkender Bestandteil der koranischen Küche und so zeugten die attraktiven Dekorationen nicht nur vom Sinn koreanischer Ästhetik, sondern erzählten in der Art ihrer Darstellung und Verwendung auch stets etwas über die Familien, ihren Stand oder über ihre spirituelle Ausrichtung.
So wurden zum Beispiel noch in der Joseon-Zeit (1392–1910) chinesische Zeichen wie (壽福) verwendet, die Subok (수복), ein langes, glückliches Leben bedeuten, wenn man sich ein solches sehnlichst wünschte, oder die Zeichen (富貴), die für Bugwi (부귀) für den Wunsch nach Reichtum standen oder das Zeichen (多男), für Danam (다남), wenn es an männlichen Nachkommen mangelte.
Des Weiteren kamen auch Tiersymbole oder Pflanzenmuster zur Anwendung. Schmetterlinge standen hier als Beispiel für den Wunsch nach einer harmonischen Ehe oder Pflaumenblüten für die Wiedererlangung der Jugend. Auch einfache Muster hatten ihre Bedeutung, so kamen Gitterstrukturen zur Anwendung, die vor bösen Geistern schützen sollten und Nudelmuster, die auch mit langem Leben in Verbindung gebracht wurden. Bedeutende Familien verwendeten sogar Symbole, die als Familiensymbol den Status der Familie unterstrichen und zuweilen einer Art Siegel oder Stempel glichen.
Da Tteok zu allen möglichen familiären Anlässen und religiösen Festen gereicht wurde, wie zum Beispiel bei Hochzeiten, bei Erreichung des ersten Lebensjahres eines Neugeborenen, bei Beerdigungen oder Ahnenverehrungszeremonien wie dem Charye (차례), und es galt, den Reiskuchen dem Anlass entsprechend zu dekorieren, war Tteoksal nicht einfach nur ein Küchengerät, sondern ein wertvolles Küchenutensil von Bedeutung.

## Verwendung
Das Tteoksal bestand zumeist aus einem Holz hoher Dichte, mit einer glatten Oberfläche versehen. Die Hölzer waren rund, einem Stempel gleich oder hatten eine längliche Form zwischen 10 cm und 50 cm. Die Muster wurden als Negativbild in das Holz geschnitzt, sodass das gewünschte Abbild sich als Positivform von der Oberfläche des Reiskuchens abhob.

## Tteoksal-Sammlungen
Der 1950 geborene Südkoreaner und Autor einiger Bücher zum Thema Tteoksal, Kim Gil-seong (김길성), sammelte seit 1975 alte Reiskuchenformen. So umfasste seine Sammlung nach über 40 Jahren über 2000 Exemplare. Rund die Hälfte gab er an eine Universitätsmuseum, die andere Hälfte blieb noch in seinem Besitz. Kim gilt als Experte in Sachen Tteoksal.
Ein weiterer bekannter Sammler der Hölzer ist Kim Gyuseok (김규석), der in über 30 Jahren über 1000 Reiskuchenformen zusammengetragen hat und im Jahr 2013 dafür von der koreanischen Regierung mit dem Titel Korean Living National Treasure geehrt wurde.